# Stade national Dennis Martínez
Le stade national Dennis Martínez (en espagnol : Estadio Nacional Dennis Martínez) est un stade situé à Managua, au Nicaragua.
Il est nommé ainsi en hommage à l'ancien joueur de baseball de la MLB Dennis Martínez.

## Description
Le stade construit en 1948 est le stade national du Nicaragua. Il est surtout utilisé pour les matchs du Championnat du Nicaragua de baseball mais il est aussi une enceinte pour les concerts, les matchs de football, les événements religieux. Sa capacité est de 30 100. Le club de football du Deportivo Walter Ferreti joue ses matchs à domicile au Stade Dennis Martínez. Dans le stade se trouve un temple de la renommée exposant meédailles, coupes et photographies de joueurs nicaraguayens. Une salle de gymnastique est également incorporée au stade.

## Renommages
L'enceinte a été renommée plusieurs fois. À l'origine, il est baptisé Estadio Nacional (Stade national). Après le tremblement de terre de 1972 au Nicaragua (en) qui a frappé Managua en détruisant 90 % de la ville, il est reconstruit sous un nouveau nom, celui du président Anastasio Somoza García. La prise de pouvoir des Sandinistes en 1979 provoque un nouveau renommage, cette fois-ci sous le nom de Rigoberto López Pérez, l'homme ayant assassiné Anastasio Somoza García. Le 20 novembre 1998, lors du cinquantième anniversaire de la fondation du stade, le président Arnoldo Alemán signe un décret renommant le stade en Estadio Nacional Dennis Martínez. Dennis Martínez est le premier joueur nicaraguayen de l'histoire à avoir joué en Ligue majeure de baseball et a lancé le treizième match parfait de l'histoire du baseball majeur.